# انتخابات مجلس الأمن التابع للأمم المتحدة 2015
عُقدت انتخابات مجلس الأمن التابع للأمم المتحدة لعام 2015 في 15 أكتوبر 2015، وذلك خلال الدورة السبعين للجمعية العامة للأمم المتحدة، في مقر الأمم المتحدة بمدينة نيويورك. وقد جرت الانتخابات لاختيار خمسة أعضاء غير دائمين في مجلس الأمن لفترة مدتها سنتان تبدأ في 1 يناير 2016.
وفقًا لقواعد التناوب في مجلس الأمن، التي تنص على تدوير المقاعد العشرة غير الدائمة بين المجموعات الإقليمية المختلفة التي تنقسم إليها الدول الأعضاء في الأمم المتحدة لأغراض التصويت والتمثيل، تم تخصيص المقاعد الخمسة المتاحة على النحو التالي:
- مقعدان لمجموعة الدول الإفريقية (كان يشغلهما تشاد ونيجيريا)
- مقعد واحد لمجموعة آسيا والمحيط الهادئ (كان يشغله الأردن)
- مقعد واحد لمجموعة أمريكا اللاتينية ومنطقة البحر الكاريبي (كان يشغله تشيلي)
- مقعد واحد لمجموعة دول أوروبا الشرقية (كان يشغله ليتوانيا)

وقد شغلت الدول المنتخبة المقاعد في مجلس الأمن للفترة 2016–2017، وهي: مصر، السنغال، الأوروغواي، اليابان، وأوكرانيا. وكان عدد المرشحين في كل تصويت مساوياً لعدد المقاعد الشاغرة، ما يعني أنه لم تكن هناك منافسة فعلية.
تجدر الإشارة إلى أن هذه الانتخابات كانت آخر مرة تُعقد فيها انتخابات مجلس الأمن في شهر أكتوبر. ففي 18 سبتمبر 2014، اعتمدت الجمعية العامة القرار 68/307، الذي نص على تقديم موعد الانتخابات لتُعقد قبل ستة أشهر من بداية فترة ولاية الأعضاء الجدد في المجلس.

## المرشحين

### مجموعة أفريقيا
- مصر
- السنغال

### مجموعة اسيا
- بنغلاديش — انسحبت في 6 سبتمبر 2014 لصالح اليابان.
- اليابان

### مجموعة دول أوروبا الشرقية
- أوكرانيا

### مجموعة أمريكا اللاتينية والكاريبي
- الأوروغواي

## النتيجة

### مجموعة اسياوأفريقيا
| نتائج انتخابات آسيا والمحيط الهادئ و أفريقيا | نتائج انتخابات آسيا والمحيط الهادئ و أفريقيا |
| -------------------------------------------- | -------------------------------------------- |
| عضو                                          | الجولة الاولى                                |
| السنغال                                      | 187                                          |
| اليابان                                      | 184                                          |
| مصر                                          | 179                                          |
| الممتنعون عن التصويت                         | 1                                            |
| الأغلبية المطلوبة                            | 127                                          |

### مجموعة أمريكا اللاتينية والكاريبي
| نتائج انتخابات منطقة البحر الكاريبي وأمريكا اللاتينية | نتائج انتخابات منطقة البحر الكاريبي وأمريكا اللاتينية |
| ----------------------------------------------------- | ----------------------------------------------------- |
| عضو                                                   | الجولة الاولى                                         |
| الأوروغواي                                            | 185                                                   |
| الممتنعون عن التصويت                                  | 6                                                     |
| الأغلبية المطلوبة                                     | 124                                                   |

### مجموعة أوروبا الشرقية
| نتائج انتخابات مجموعة دول أوروبا الشرقية | نتائج انتخابات مجموعة دول أوروبا الشرقية |
| ---------------------------------------- | ---------------------------------------- |
| عضو                                      | الجولة الاولى                            |
| أوكرانيا                                 | 177                                      |
| الممتنعون عن التصويت                     | 14                                       |
| اصوات باطلة                              | 1                                        |
| الأغلبية المطلوبة                        | 118                                      |